# Bistum Limón

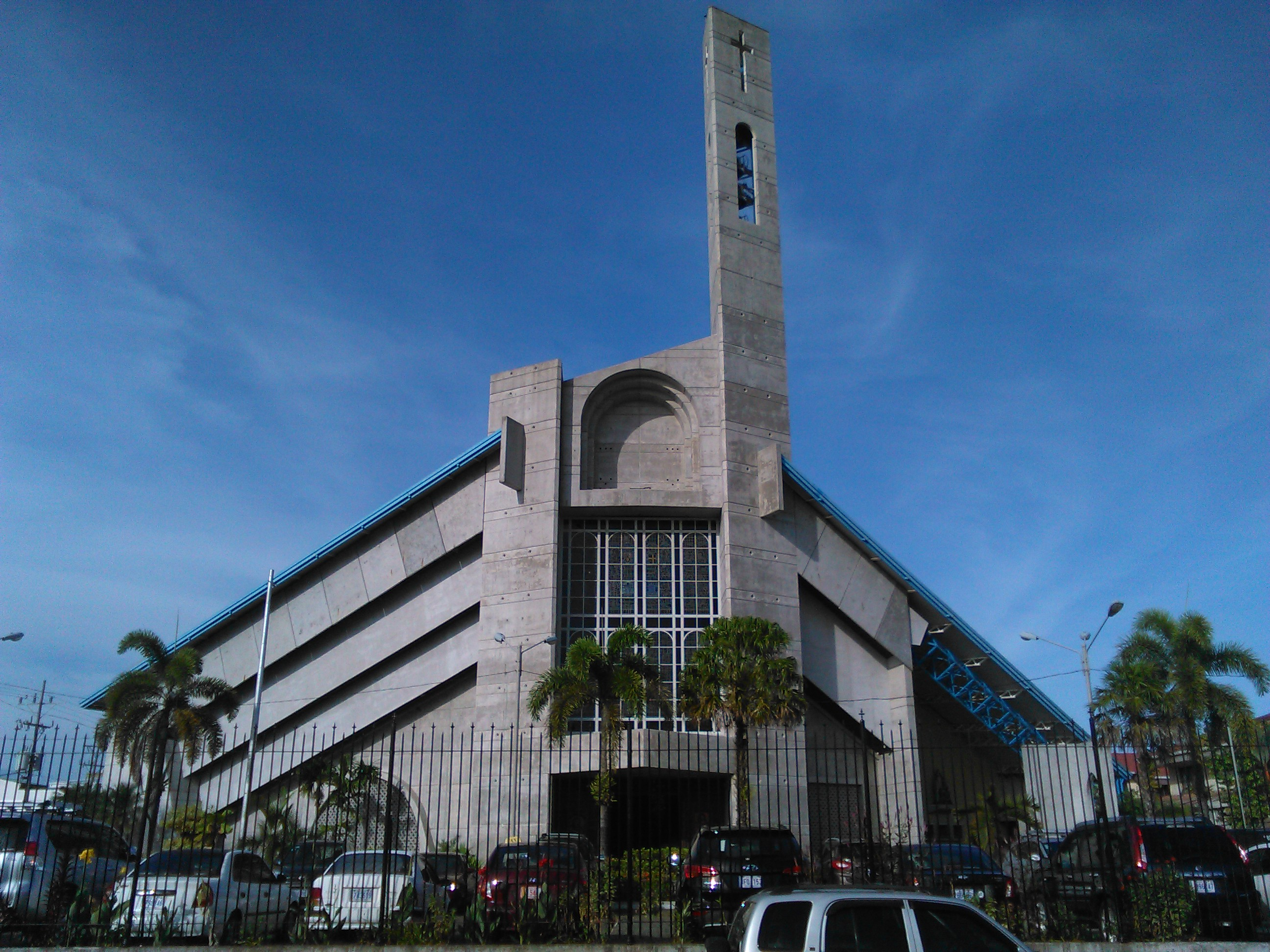
Kathedrale in Puerto Limón

Das Bistum Limón (lateinisch Dioecesis Limonensis, spanisch Diócesis de Limón) ist eine in Costa Rica gelegene römisch-katholische Diözese mit Sitz in Puerto Limón.

## Geschichte
Das Bistum Limón wurde am 16. Februar 1921 durch Papst Benedikt XV. mit der Apostolischen Konstitution Praedecessorum aus Gebietsabtretungen des Erzbistums San José de Costa Rica als Apostolisches Vikariat Limón errichtet. Geprägt wurde die Seelsorge im Bistum Limón durch seine vier ersten, aus Deutschland stammenden Vinzentiner-Bischöfe.
Das Apostolische Vikariat Limón wurde am 30. Dezember 1994 durch Papst Johannes Paul II. mit der Apostolischen Konstitution Cum Vicariatus Apostolicus zum Bistum erhoben und dem Erzbistum San José de Costa Rica als Suffraganbistum unterstellt. Am 24. Mai 2005 gab das Bistum Limón Teile seines Territoriums zur Gründung des mit der Apostolischen Konstitution Saepe contingit errichteten Bistums Cartago ab.

## Ordinarien

### Apostolische Vikare von Limón
- Agustín Blessing Presinger CM, 1921–1934
- Carlos Alberto Wollgarten CM, 1935–1937
- Juan Paulo Odendahl Metz CM, 1938–1957
- Alfonso Höfer Hombach CM, 1958–1979
- Alfonso Coto Monge, 1980–1994

### Bischöfe von Limón
- José Francisco Ulloa Rojas, 1994–2005, dann Bischof von Cartago
- José Rafael Quirós Quirós, 2005–2013, dann Erzbischof von San José de Costa Rica
- Javier Gerardo Román Arias, seit 2015